# Dover Patrol
La Dover Patrol è stata una squadra navale appartenente alla Royal Navy.
Nata con l'inizio della prima guerra mondiale, aveva base a Dover e a Dunkirk. Il suo nucleo iniziale del luglio 1914 fu formato da 12 cacciatorpediniere della classe Tribal ed alcuni obsoleti cacciatorpediniere di fine ottocento. L'obiettivo iniziale consisteva nell'evitare che gli U-Boot tedeschi entrassero nel Canale della Manica (costringendoli a raggiungere la Scozia passando per il Mare d'Irlanda) e di facilitare l'invio di rifornimenti diretto verso il fronte occidentale in Francia.
La Dover Patrol annoverava numerose tipologie di navi: incrociatori, monitori, dragamine, sottomarini, yacht armati, ecc.
Ebbe un ruolo fondamentale in numerose operazioni navali della grande guerra e tra queste quella del Raid di Zeebrugge nell'aprile 1918.
Tra i comandanti bisogna citare l'ammiraglio Reginald Bacon, che venne sostituito il 31 dicembre 1917 dal viceammiraglio Roger Keyes.
Nel luglio 1921 venne eretto un monumento a Leatercote Point vicino alla Baia di St. Margaret.